# James Farentino
James Farentino (24 de febrero de 1938 - 24 de enero de 2012) fue un actor estadounidense.
Apareció en aproximadamente 100 películas de televisión y cine, entre ellas El final de la cuenta atrás, Blue Thunder, Jesús de Nazaret y Dinastía.

## Datos biográficos
Después de terminar la secundaria asistió a la American Academy of Dramatic Arts (academia estadounidense de artes dramáticas).
En 1973 ganó el Premio Mundial del Teatro (Theatre World Award) por recrear el papel de Stanley Kowalski en Un tranvía llamado deseo.

## Fallecimiento
Farentino falleció por secuelas de una fractura en la cadera derecha en el Cedars-Sinaí Medical Center, en Los Ángeles, tras una larga enfermedad.

## Filmografía[2]
- 1962: Naked City (serie de televisión), como Ben Calageras.
  - episodio «Let me die before I wake».
- 1962-1965: The Alfred Hitchcock Hour (serie de televisión).
  - episodio «The black curtain» (1962), como Bernie.
  - episodio «Death scene» (1965), como Leo Manfred.
- 1963: 77 Sunset Strip (serie de televisión).
  - episodio «Bonus baby», como Joe Fiore.
- 1963: The Defenders (serie de televisión).
  - episodio «The last illusion», como Carlo Rimini.
- 1963: Violent Midnight, como Charlie Perone.
- 1964: Ensign Pulver, como Insigna.
- 1964: Ruta 66 (serie de televisión).
  - episodio «Cries of persons close to one», como Penny Baker.
- 1964: The Reporter (serie de televisión).
  - episodio «Super-Star», como Larry.
- 1965: 12 O'Clock High (serie de televisión), como Moxey.
  - episodio «POW», 1.ª y 2.ª parte.
- 1965: Ben Casey (serie de televisión), como Lloyd Marsh.
  - episodio «O' the big wheel turns by faith, by faith».
- 1965: Laredo (serie de televisión), como Paco Vargas.
  - episodio «I see by your outfit».
- 1965: The FBI (serie de televisión), como Frankie Metro.
  - «All the streets are silent».
- 1965: The War Lord, como Marc.
- 1965-1981: Insight (serie de televisión), como Dennis / Dr. Loki.
  - episodio «The right-handed world» (1965), como Dennis.
  - episodio «Plus time served» (1979).
  - episodio «Resurrection» (1980), como Dr. Loki.
  - episodio «Rendezvous» (1981).
  - episodio «God’s guerillas» (1981).
- 1966: Bob Hope presents the Chrysler Theatre (serie de televisión), como Dr. Michael Simpson.
  - episodio «The sister and the savage».
- 1966: Death of a Salesman (película de televisión), como Happy Loman.
- 1966: The Pad and How to Use It, como Ted.
- 1966-1970: El virginiano (serie de televisión).
  - episodio «The wolves up front, the jackals behind» (1966), como Frank Colby.
  - episodio «The best man» (1970), como Pick Lexington.
- 1967: Run for Your Life (serie de televisión), como Frank Frazier.
  - «Cry hard, cry fast», 1.ª y 2.ª parte.
- 1967: Banning, como Chris Patton.
- 1967: El fugitivo (serie de televisión).
  - episodio «Passage to Helena», como Rafe Carter.
- 1967: Ride to Hangman's Tree, como Matt.
- 1967: Rosie!, como David Wheelright.
- 1967: The Road West (serie de televisión).
  - episodio «Reap the whirlwind», como Emmett Bethel.
- 1967: Wings of Fire (película de televisión), como Taff Malloy.
- 1968: Ironside (serie de televisión).
  - episodio «Something for nothing», como Tommy Cusack.
- 1968: The Sound of Anger (película de televisión), como Neil Darrell.
- 1969: Me, Natalie, como David Harris.
- 1969-1972: The Bold Ones: The Lawyers (serie de televisión), como Neil Darrell.
  - episodios «Lisa, I hardly knew you», «The long morning after: part 2», «The long morning after: part 1», «Justice is a sometime thing», «By reason of insanity».
- 1970: Marcus Welby, M. D. (serie de televisión), como Clyde Arrowthorn.
  - episodio «Brave on a mountain top».
- 1970: Storia di una donna, como Bruno Cardini.
- 1971: Birdbath (cortometraje televisivo), como Frankie Basta.
- 1971: Love, American Style (serie de televisión).
  - episodios «Love and the cake», «Love and Murphy's bed/Love and the neighbor/Love and the serious wedding».
- 1971: Vanished (película de televisión), como Gene Culligan.
- 1971-1972: Night Gallery (serie de televisión).
  - episodio «The girl with the hungry eyes», como David Faulkner.
  - episodio «Since aunt Ada came to stay/With apologies to Mr. Hyde/The flip side of Satan», como Craig Lowell.
- 1972: The Family Rico (película de televisión), como Gino Rico.
- 1972: The Longest Night (película de televisión), como John Danbury.
- 1972-1973: Cool Million (serie de televisión), como Jefferson Keyes.
  - episodios «Piloto», «Hunt for a lonely girl», «Assault on Gavaloni», «The abduction of Baynard Barnes» y «The million dollar misunderstanding».
- 1973: Love Story, como David Coryell.
  - episodio «The soft, kind brush», como David Coryell.
- 1973-1978: Police Story (serie de televisión).
  - episodio «No margin for error», como John Anderson.
  - episodio «Incident in the Kill Zone», como el sargento K. K. "King" Sherman.
  - episodio «Requiem for C. Z. Smith», como Charlie Czonka.
  - episodio «Dangerous games», como Charlie Czonka.
- 1974: The Elevator (película de televisión), como Eddie Holcomb.
- 1975: Crossfire (película de televisión), como Vince Rossi.
- 1977: Emily, Emily (película de televisión), como Joe Crane.
- 1977: Jesus of Nazareth (miniserie), como Simón Pedro.
  - «Parte 1».
  - «Parte 2».
- 1977: The Possessed (película de televisión), como Kevin Leahy.
- 1978: No Margin for Error (película de televisión).
- 1979: Silent Victory: the Kitty O'Neil Story (película de televisión), como Duffy Hambleton.
- 1979: Son-Rise: A Miracle of love (película de televisión), como Barry Kaufman.
- 1980: The Final Countdown, como el comandante de ala Richard T. Owens / Richard Tideman.
- 1981: Dead & Buried, como el sheriff Dan Gillis.
- 1981: Evita Perón (película de televisión), como el general Juan Perón.
- 1981-1982: Dinastía (serie de televisión), como Dr. Nick Toscanni.
  - episodios «The cliff», «The two princes», «The shakedown», «The fragment» y «The gun».
- 1982: Something So Right (película de televisión), como Arnie Potts.
- 1983: The Cradle Will Fall (película de televisión), como Dr. Edgar Highley.
- 1984: Blue Thunder (serie de televisión), como Frank Chaney.
  - episodios «The island», «The godchild», «The long flight», «Payload» y «Clipped wings».
- 1984: License to Kill (película de televisión), como John Peterson.
- 1985: A Summer to Remember (película de televisión), como Tom Wyler.
- 1985: Picking Up the Pieces (película de televisión), como Don Hagan.
- 1985: El cuarto Rey Mago (película de televisión), como Jesús (voz).
- 1985-1986: Mary (serie de televisión), como Frank DeMarco.
  - episodios «Steppin’ out with Mary Brenner», «Little Jo», «And the winner is», «Mr. Lucky» y «Table for two».
- 1986: Sins (miniserie de televisión), como David Westfield.
- 1986: That Secret Sunday (película de televisión), como Gerald Remson.
- 1987: Family Sins (película de televisión), como Gordon Williams.
- 1988: Il segreto del Sahara (miniserie de televisión), como Jalif de Timbuktú.
- 1988: The Red Spider (película de televisión), como el teniente Daniel B. Malone.
- 1988: Who Gets the Friends? (película de televisión), como Dr. Buddy Baron.
- 1989: CBS Summer Playhouse (serie de televisión), como Mickey Dunne.
  - episodio «American nuclear».
- 1989: Naked Lie (película de televisión), como Jonathan Morris.
- 1989: Her Alibi, como Frank Polito.
- 1990: Common Ground (película de televisión), como el mayor Kevin White.
- 1990: In the Line of Duty: A Cop for the Killing (película de televisión), como Teniente Ray Wiltern.
- 1992: Julie (serie de televisión), como Sam McGuire.
  - episodios «Stop and smell the horses», «Monkey business», «The bed», «Happy face» y «A delicate balance».
- 1992: Miles from Nowhere (película de televisión), como John Reilly.
- 1992: When No One Would Listen (película de televisión), como Gary Cochran.
- 1994: Aaahh!!! Real Monsters (serie de televisión), como Grungy.
  - episodios «Monsters, get real» y «Snorched if you do, snorched if you don't».
- 1994: Honor Thy Father and Mother: the True Story of the Menendez Murders (película de televisión), como José Menéndez.
- 1994: One Woman's Courage (película de televisión), como el teniente Bill Lawson.
- 1995: Dazzle (película de televisión), como Jimmy Rosemont.
- 1995: Deep Down, como Joey.
- 1996: Bulletproof, como el capitán Jensen.
- 1996: ER Emergencias (serie de televisión entre 1992 y 2009), como Ray Ross, padre del personaje interpretado por George Clooney.
  - episodios «The healers», «Baby shower» y «The right thing».
- 1998: Melrose Place (serie de televisión), como Mr. Beck.
  - episodios «Ball n' Jane», «As bad as it gets», «Buona sera, Mr. Campbell» 1.ª parte y «The world according to Matt».
- 1998: Scandalous me: the Jacqueline Susann story (película de televisión), como Bernard Geis.
- 1998: Termination Man, como Cain.
- 2000: Murder in the Mirror (película de televisión), como el detective Frank Russo.
- 2000: The Last Producer, como jugador de póquer.
- 2001: The apostle Paul: the man who turned the world upside down (película de televisión), como narrador adicional.
- 2001: Women of the Night, como Sabatini.
- 2006: Drive/II (película de televisión), como Benjamin.